# Luis Gallego
Luis Gallego es un ejecutivo español que trabaja en el sector aeronáutico. Desde el 1 de enero de 2014 fue presidente de la aerolínea española Iberia, hasta que el 8 de septiembre de 2020 asumió el puesto de Consejero Delegado de International Airlines Group, holding propietario de Iberia y British Airways.

## Biografía
Luis Gallego Martín nació en 1968 en Madrid. Estudió en el Colegio La Inmaculada - PP. Escolapios de Getafe, perteneciente a la Orden de los Escolapios. Se graduó como ingeniero aeronáutico en la Universidad Politécnica de Madrid,. Más tarde cursó un Plan de Desarrollo Directivo en el IESE - Universidad de Navarra, campus en Madrid.

## Trayectoria profesional
Comenzó su carrera en el Servicio de Formación de Cuadros de Mando del Ejército del Aire. Posteriormente, trabajó en Aviaco, en la consultora INDRA y, entre 1997 y 2006, en varias posiciones en Air Nostrum, donde llegó a ser director técnico del taller de mantenimiento. Después de la etapa en Air Nostrum, comenzó a trabajar para Clickair (la primera aerolínea de bajo coste fundada por Iberia), que posteriormente se fusionó con Vueling. En Vueling, Luis Gallego estuvo en la dirección de producción, con responsabilidad sobre operaciones de vuelo, instrucción, calidad y seguridad, mantenimiento y operaciones.[cita requerida] Desde julio de 2009 desempeñó el cargo de director de producción (COO) en Vueling después de la adquisición de Clickair.
Fue el encargado por Iberia para fundar Iberia Express y fue consejero delegado de la aerolínea. Desde el 27 de marzo de 2013, fue consejero delegado de Iberia y miembro del consejo de administración de la propia Iberia e IAG (holding formado por Iberia y British Airways).
Desde el 1 de enero de 2014 ocupa el cargo de presidente ejecutivo de Iberia, siendo el máximo cargo de la misma.
Durante su período como CEO de Iberia, su gestión consiguió reducir las pérdidas a la mitad y, en su segundo año, volver a los beneficios tras seis consecutivos de pérdidas. La aerolínea bajo su mando ha ampliado destinos y su flota de aviones, y se ha convertido en la aerolínea más puntual del mundo en 2016 y 2017.
El 9 de enero de 2020 fue designado para sustituir Willie Walsh como CEO de IAG, pero tras la decisión de Walsh de posponer su retiro para ayudar a la compañía durante la crisis por la pandemia de COVID-19, su nombramiento se pospuso hasta el 8 de septiembre de 2020.